# Pentacycloanammoxsäure
Pentacycloanammoxsäure ist eine ungewöhnliche Fettsäure. Sie enthält fünf anellierten Cyclobutan-Ringe, diese stehen cis zueinander. Es handelt sich demnach um ein Ladderan.

## Vorkommen
Pentacycloanammoxsäure kommt in Membranlipiden von Anammox-Bakterien vor, darunter Kuenenia stuttgartiensis und Candidatus Brocadia anammoxidans. Diese Lipide umgeben die Anammoxosomen, in denen der Anammox-Prozess stattfindet. Die Membranen sind sehr kompakt und dicht, unter anderem durch starke London-Kräfte, und bilden eine Barriere gegen die Diffusion kleiner Moleküle.

## Biosynthese
34 Gene, die möglicherweise für die Biosynthese von Ladderan-Lipiden (inklusive der Pentacycloanammoxsäure) verantwortlich sind, wurden identifiziert. Diese wurden in Escherichia coli exprimiert, was jedoch nicht zur Biosynthese von Pentacycloanammoxsäure oder anderen Ladderan-Verbindungen geführt hat. Ein ungewöhnliches Acyl-Carrier-Protein, das möglicherweise eine Rolle in der Biosynthese von Ladderanen spielt, wurde ebenfalls identifiziert.
Es wurde vermutet, dass eine mehrfach ungesättigte Fettsäure ein Vorläufer der Pentacycloanammoxsäure ist, neuere Forschungsergebnisse sprechen allerdings gegen diese Annahme. Vermutlich werden die Fettsäure- und die Ladderan-Struktur separat aufgebaut und dann verbunden. Experimente mit 13C-markiertem Acetat haben gezeigt, dass die Alkylkette der Verbindung vermutlich über den gleichen Syntheseweg wie andere Fettsäuren gebildet wird. 13C aus Acetat wurde auch in die Ladderan-Struktur eingebaut, allerdings in einem Muster, das gegen eine Bildung über eine Fettsäure als Zwischenstufe spricht.

## Synthese
Eine Synthese des Methylesters der Pentacycloanammoxsäure wurde 2004 publiziert. Eine weitere, enantioselektive Synthese wurde 2006 publiziert.

## Eigenschaften
Die Ladderan-Struktur der Pentacycloanammoxsäure hat eine hohe Ringspannung von mindestens 75 kcal/mol, was etwa die dreifache Ringspannung eines Cyclobutan-Moleküls ist. Die Bildungsenthalpie dieser Ladderan-Struktur ist gegenüber einer Referenz von zwei Molekülen 1,3,5-Hexatrien etwa 20 kcal/mol höher.